# Verzasca (rzeka)
Verzasca (wym. werˈʣaska) – rzeka w Alpach Szwajcarskich długości 30 km, wypływająca z Pizzo Barone i wpadająca do jeziora Maggiore. Słynie z czystej turkusowej wody i żywych kolorowych skał, a także ze zdradliwych prądów.

## Geografia
Verzasca płynie w kantonie Ticino, w Dolinie Verzasca włoskojęzycznym regionie Szwajcarii. Woda w rzece jest krystalicznie czysta, a głębokość nie przekracza 10 metrów. Średnia temperatura wody wynosi od 7 do 10 °C.
Kilka kilometrów w górę rzeki od jeziora Maggiore zbudowano Tamę Verzasca, która obsługuje elektrownię wodną. Tama spiętrzyła wody rzeki, powstało sztuczne jezioro Lago di Vogorno

## Rekreacja
Rzeka jest popularnym miejscem do nurkowania (zazwyczaj od późnej wiosny do wczesnej jesieni). Tama stała się popularnym miejscem skoków na bungee po tym, jak kaskader Jamesa Bonda zeskoczył z niej w scenie otwierającej film GoldenEye z 1995 roku; wyczyn ten został uznany za najlepszy wyczyn filmowy wszech czasów w ankiecie Sky Movies z 2002 roku.

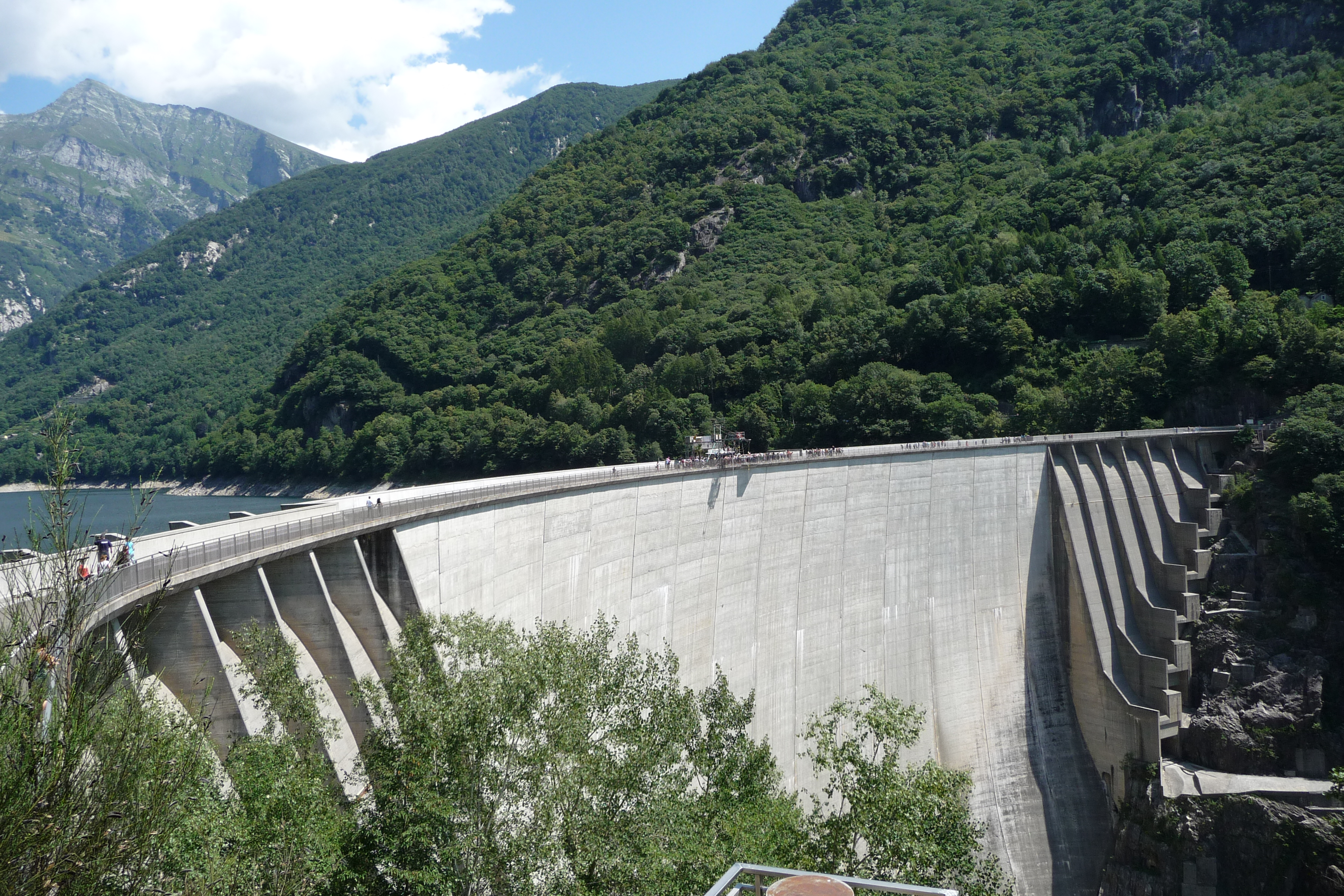
Tama Verzasca
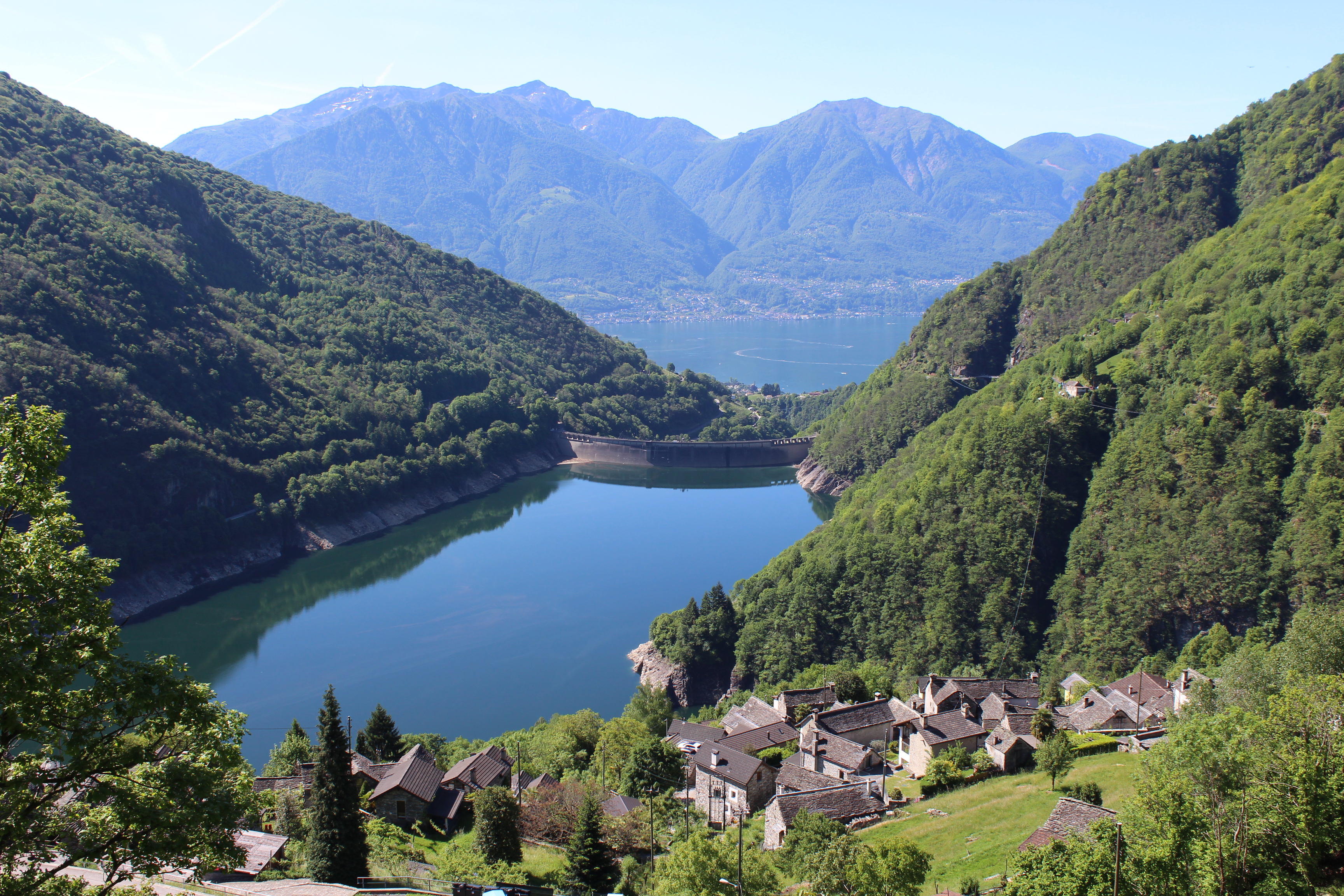
Sztuczne jezioro Lago di Vogorno, w oddali jezioro Maggiore
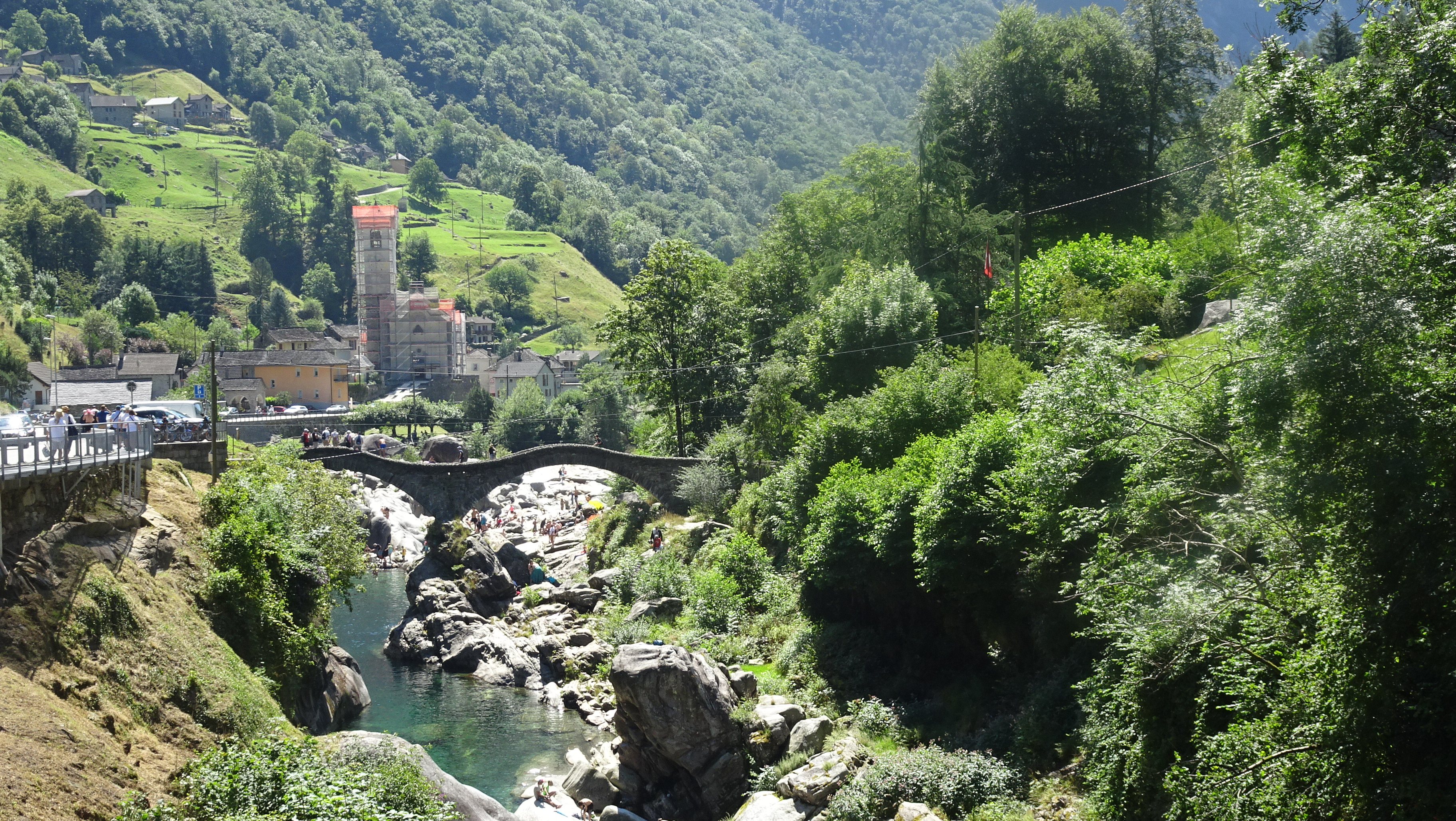
Wioska Lavertezzo nad rzeką Verzasca
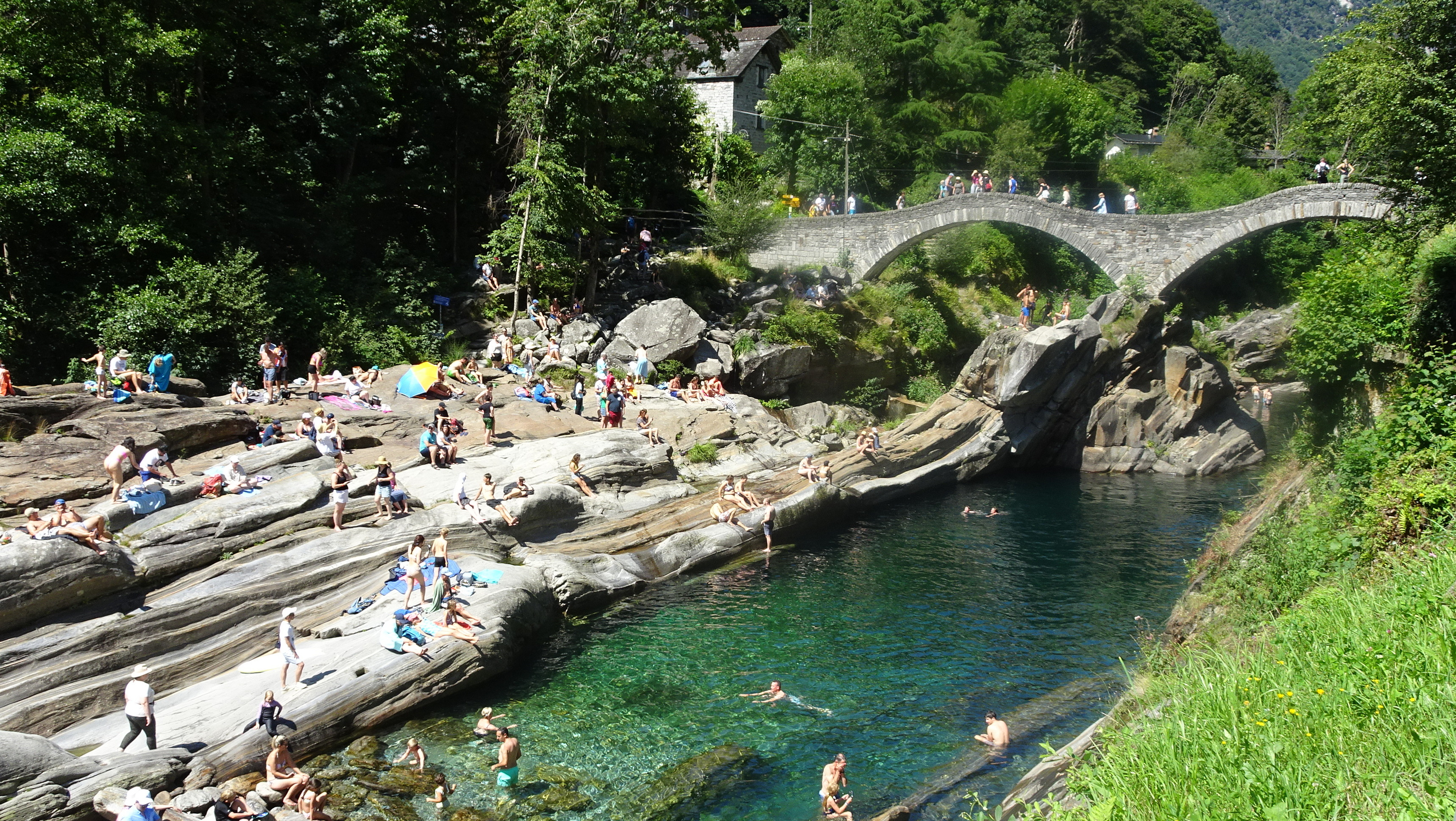
Most Ponte dei Salti i kąpielisko nad rzeką Verzasca